# Marian Meinhardt-Schönfeld

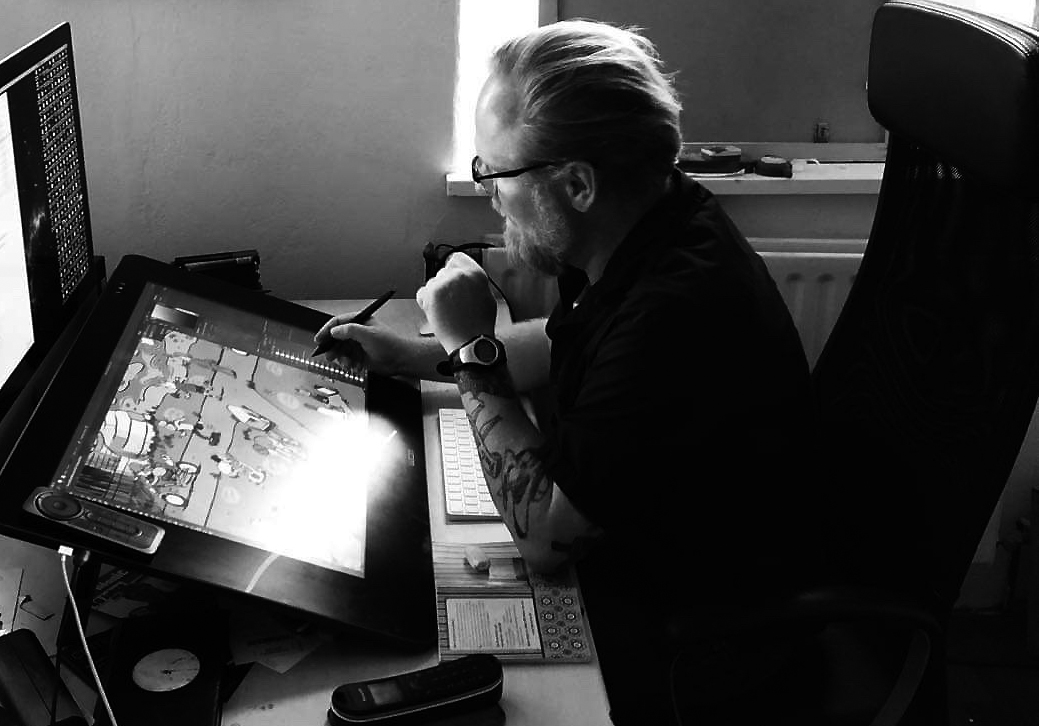
Marian Meinhardt-Schönfeld in seinem Atelier vor einem interaktiven Wacom-Stift-Display (2019)

Marian „Mamei“ Meinhardt-Schönfeld (* 7. November 1970 in Dresden) ist ein deutscher Illustrator und Musiker.

## Leben und Werk
In seinen Comics kurz „Mamei“ genannt, ist Marian Meinhardt-Schönfeld ausgebildeter Schauwerbegestalter und arbeitete lange Jahre als Grafiker und Artdirector für verschiedene Agenturen in Deutschland und der Schweiz. Er ist im Dresdner Stadtteil Wachwitz wohnhaft und tätig. Seine Spezialität sind Wimmelbilder, von denen er über 150 Stück zumeist zu Werbezwecken für unterschiedlichste Firmen gezeichnet hat.
Außerdem ist er einer der ersten Hip-Hopper/Rapper Deutschlands und war zu DDR-Zeiten mit seiner Band THREE M-MEN landesweit zu Konzertauftritten unterwegs und in Musiksendungen wie Vibrationen (Moderator: Lutz Schramm) bei DT64 zu hören. Die Fantastischen Vier erwähnen die THREE M-MEN in ihrer Autobiographie Die letzte Besatzermusik (S. 73) – zitierend aus der britischen Musikzeitschrift Soul Underground vom November 1988.
Mamei lernte Ende der 1980er Jahre während seiner Ausbildung zum Gebrauchswerber in Görlitz bei Comiczeichner Günter Hain (DDR-Jugendzeitschrift Atze) klassisches Zeichnen und in den 1990er Jahren  bei Günter Rätz vom DEFA-Trickfilmstudio 2D- und 3D-Animation. Bis 1998 nahm er als Privatschüler Zeichenunterricht bei dem Dresdner Kunstmaler Siegfried Adam. Ab 1997 nahm er mehrere Jahre am vom Kulturamt der Stadt Erlangen organisierten deutsch-französischen Comiczeichner-Seminar unter der Leitung von Paul Derouet teil. Seine Dozenten zu dieser Zeit waren u. a. Jean-Claude Denis, Riff Reb’s, Mazan und Isabel Kreitz.
Seit der Septemberausgabe 2023 ist Mamei festes Mitglied im Künstlerkollektiv des Schweizer Satiremagazins Nebelspalter. Sein Wimmelbild Aus dem Leben eines Beamten zierte das Titelblatt der Dezemberausgabe 2024.

## Werke (Auswahl)

Das Wimmelbild von Wittenberg zum Reformationsjubiläum 2017